# Historique de la Jeunesse sportive de Kabylie en Coupe d'Algérie
Cet article présente le parcours et les résultats de la Jeunesse sportive de Kabylie en Coupe d'Algérie de football. Considérée comme l'épreuve la plus populaire du football algérien, le club, l'un des pionniers, remporte la coupe à cinq reprises en 56 participations. Il s'agit du cinquième meilleur performeur de la compétition avec un bilan honorable de cinq victoires pour six défaites en onze finales disputées.

## Bilan générale en Coupe d'Algérie

### Bilan par adversaires
| Clubs                 | J   | G   | N  | P  | BP  | BC  | Diff | %V     | %N     | %D     | Premier match / Rés.PM                  | Dernier match / Rés.DM                  |
| --------------------- | --- | --- | -- | -- | --- | --- | ---- | ------ | ------ | ------ | --------------------------------------- | --------------------------------------- |
| ARB Ghriss            | 0   | 0   | 0  | 1  | 0   | 2   | -2   | 0%     | 0%     | 100%   | 18 décembre 2018 / 2-0                  | 18 décembre 2018 / 2-0                  |
| AS Ain M'lila         | 2   | 2   | 0  | 0  | 8   | 0   | +8   | 100%   | 0%     | 0%     | 16 février 1979 / 7-0                   | 23 juin 1994 / 1-0                      |
| ASPC Alger            | 1   | 1   | 0  | 0  | 4   | 0   | +4   | 100%   | 0%     | 0%     | 19 février 2010 / 4-0                   | 19 février 2010 / 4-0                   |
| ASPC Tlemcen          | 1   | 0   | 0  | 1  | 0   | 1   | -1   | 0%     | 0%     | 100%   | 7 juin 1996 / 1-0                       | 7 juin 1996 / 1-0                       |
| AS Khroub             | 2   | 2   | 0  | 0  | 6   | 2   | +4   | 100%   | 0%     | 0%     | 29 décembre 1974 / 2-0                  | 22 mars 2007 / 2-4 (a.p)                |
| ASM Oran              | 3   | 2   | 0  | 1  | 5   | 3   | +2   | 67%    | 0%     | 33%    | 2 février 1975 / 1-0                    | 8 mai 2000 / 1-2                        |
| ASO Chlef             | 8   | 6   | 1  | 1  | 13  | 4   | +9   | 75%    | 12,5%  | 12,5%  | 9 décembre 1967 / 3-1                   | 15 janvier 2009 / 0-0; 1-4 (t.a.b)      |
| ASPTT Alger           | 1   | 1   | 0  | 0  | 6   | 2   | +4   | 100%   | 0%     | 0%     | 30 novembre 1969 / 6-2                  | 30 novembre 1969 / 6-2                  |
| AST Alger             | 1   | 1   | 0  | 0  | 3   | 0   | +3   | 100%   | 0%     | 0%     | 15 novembre 1964 / 3-0                  | 15 novembre 1964 / 3-0                  |
| CA Batna              | 2   | 0   | 1  | 1  | 0   | 1   | -1   | 0%     | 50%    | 50%    | 4 mars 1999 / 1-0                       | 20 avril 2010 0-0; 7-6 (t.a.b)          |
| CA Bordj Bou Arreridj | 1   | 0   | 1  | 0  | 1   | 1   | 0    | 0%     | 100%   | 0%     | 21 janvier 1994 / 1-1 ; 4-2 (t.a.b)     | 21 janvier 1994 / 1-1 ; 4-2 (t.a.b)     |
| CA Kouba              | 1   | 1   | 0  | 0  | 2   | 0   | +2   | 100%   | 0%     | 0%     | 4 mars 1999 / 2-4 (a.p)                 | 4 mars 1999 / 2-4 (a.p)                 |
| CB Mila               | 2   | 2   | 0  | 0  | 3   | 0   | +3   | 100%   | 0%     | 0%     | 19 avril 1999 / 2-0                     | 24 mai 2002 / 1-0                       |
| CC Alger              | 1   | 1   | 0  | 0  | 3   | 1   | +2   | 100%   | 0%     | 0%     | 22 novembre 1966 / 3-1 (a.p)            | 22 novembre 1966 / 3-1 (a.p)            |
| CRB Aïn Fakroun       | 1   | 1   | 0  | 0  | 2   | 1   | +1   | 100%   | 0%     | 0%     | 28 mars 2014 / 2-1 (a.p)                | 28 mars 2014 / 2-1 (a.p)                |
| CRB Dar El Beida      | 1   | 1   | 0  | 0  | 3   | 1   | +2   | 100%   | 0%     | 0%     | 13 décembre 2014 / 2-4                  | 13 décembre 2014 / 2-4                  |
| CRB Djelfa            | 1   | 1   | 0  | 0  | 4   | 0   | +4   | 100%   | 0%     | 0%     | 11 mars 1996 / 0-4                      | 11 mars 1996 / 0-4                      |
| CRB Mecheria          | 1   | 0   | 0  | 1  | 1   | 2   | -1   | 0%     | 0%     | 100%   | 26 mars 1998 / 2-1                      | 26 mars 1998 / 2-1                      |
| CRB Naama             | 1   | 1   | 0  | 0  | 3   | 2   | +1   | 100%   | 0%     | 0%     | 16 mars 1998 / 2-3                      | 16 mars 1998 / 2-3                      |
| CR Belouizdad         | 10  | 4   | 1  | 5  | 14  | 19  | -5   | 40%    | 10%    | 50%    | 29 octobre 1964 / 1-4                   | 9 avril 2011 / 4-2                      |
| CR El Harrach         | 1   | 1   | 0  | 0  | 2   | 1   | +1   | 100%   | 0%     | 0%     | 20 décembre 1970 / 3-0                  | 20 décembre 1970 / 3-0                  |
| CS Constantine        | 2   | 2   | 0  | 0  | 4   | 2   | +2   | 100%   | 0%     | 0%     | 22 mars 1991 / 3-2 (a.p)                | 19 février 2015 / 1-0                   |
| DNC Alger             | 1   | 1   | 0  | 0  | 3   | 1   | +2   | 100%   | 0%     | 0%     | 11 mai 1979 / 3-1                       | 11 mai 1979 / 3-1                       |
| ES Bouakeul           | 1   | 1   | 0  | 0  | 2   | 0   | +2   | 100%   | 0%     | 0%     | 23 mars 2003 / 2-0                      | 23 mars 2003 / 2-0                      |
| ES Collo              | 2   | 2   | 0  | 0  | 3   | 0   | +3   | 100%   | 0%     | 0%     | 2 mai 1986 / 1-0 (a.p)                  | 7 avril 1989 / 2-0                      |
| ES Ben Aknoun         | 1   | 1   | 0  | 0  | 1   | 0   | +1   | 100%   | 0%     | 0%     | 4 novembre 1963 / 1-0 (a.p)             | 4 novembre 1963 / 1-0 (a.p)             |
| ES Casbah             | 1   | 1   | 0  | 0  | 3   | 1   | +2   | 100%   | 0%     | 0%     | 10 novembre 1963 / 0-1 (a.p)            | 10 novembre 1963 / 0-1 (a.p)            |
| ES Maison-Carrée      | 1   | 1   | 0  | 0  | 2   | 1   | +1   | 100%   | 0%     | 0%     | 4 novembre 1967 / 2-1                   | 4 novembre 1967 / 2-1                   |
| ES Mostaganem         | 1   | 1   | 0  | 0  | 1   | 0   | +1   | 100%   | 0%     | 0%     | 4 novembre 2011 / 1-0                   | 4 novembre 2011 / 1-0                   |
| ESM Alger             | 1   | 0   | 0  | 1  | 0   | 1   | -1   | 0%     | 0%     | 100%   | 15 décembre 1963 / 3-1                  | 15 décembre 1963 / 3-1                  |
| ESM Boudouaou         | 2   | 1   | 1  | 0  | 2   | 0   | +2   | 50%    | 50%    | 0%     | 5 juin 2000 / 0-0                       | 8 juin 2000 / 2-0                       |
| ES Guelma             | 5   | 4   | 0  | 1  | 7   | 2   | +5   | 80%    | 0%     | 20%    | 14 janvier 1977 / 2-1                   | 6 avril 2006 / 0-1                      |
| ES Sétif              | 4   | 2   | 1  | 1  | 5   | 4   | +1   | 50%    | 25%    | 25%    | 19 avril 1991 / 1-0                     | 10 mars 2015 / 2-1                      |
| GC Mascara            | 1   | 0   | 0  | 1  | 0   | 1   | -1   | 0%     | 0%     | 100%   | 26 février 1982 / 1-0                   | 26 février 1982 / 1-0                   |
| HAMRA Annaba          | 1   | 1   | 0  | 0  | 1   | 0   | +1   | 100%   | 0%     | 0%     | 16 février 2007 / 0-1                   | 16 février 2007 / 0-1                   |
| Hydra AC              | 2   | 2   | 0  | 0  | 3   | 0   | +3   | 100%   | 0%     | 0%     | 8 décembre 1974 / 2-0                   | 14 janvier 1991 / 1-0                   |
| Imen Tindouf          | 1   | 1   | 0  | 0  | 7   | 0   | +7   | 100%   | 0%     | 0%     | 5 février 2004 / 0-7                    | 5 février 2004 / 0-7                    |
| IB Khemis El Khechna  | 2   | 2   | 0  | 0  | 8   | 2   | +6   | 100%   | 0%     | 0%     | 16 avril 1997 / 0-3                     | 2 mars 2002 / 0-3                       |
| IRB Madania           | 3   | 2   | 1  | 0  | 8   | 2   | +6   | 67%    | 33%    | 0%     | 4 avril 1980 / 2-1                      | 10 janvier 1986 6-1                     |
| IRB Sedrata           | 1   | 1   | 0  | 0  | 2   | 0   | +2   | 100%   | 0%     | 0%     | 31 décembre 2010 / 2-0                  | 31 décembre 2010 / 2-0                  |
| IRB Sétif             | 2   | 1   | 0  | 1  | 3   | 3   | 0    | 50%    | 0%     | 50%    | 30 mars 1984 / 2-1                      | 15 février 1985 / 2-1                   |
| IS Tighennif          | 1   | 1   | 0  | 0  | 3   | 1   | +2   | 100%   | 0%     | 0%     | 26 février 1973 / 3-1                   | 26 février 1973 / 3-1                   |
| JRB Dellys            | 1   | 1   | 0  | 0  | 3   | 0   | +3   | 100%   | 0%     | 0%     | 15 février 1985 / 3-0                   | 15 février 1985 / 3-0                   |
| JS Bordj Menaiel      | 4   | 3   | 1  | 0  | 10  | 3   | +7   | 75%    | 25%    | 0%     | 25 novembre 1962 / 4-1                  | 7 février 1991 2-2; 4-3 (t.a.b)         |
| JSM Bejaia (*)        | 2   | 2   | 0  | 0  | 4   | 0   | +1   | 100%   | 0%     | 0%     | 4 avril 2002 / 0-3; Forfait             | 4 avril 2002 / 0-1 (a.p)                |
| JSM Tébessa           | 1   | 1   | 0  | 0  | 1   | 0   | +1   | 100%   | 0%     | 0%     | 4 février 1983 / 1-0                    | 4 février 1983 / 1-0                    |
| JSM Tiaret            | 1   | 1   | 0  | 0  | 2   | 0   | +2   | 100%   | 0%     | 0%     | 17 mars 1974 / 2-0                      | 17 mars 1974 / 2-0                      |
| MB Hassasna           | 1   | 1   | 0  | 0  | 3   | 1   | +2   | 100%   | 0%     | 0%     | 23 février 2012 / 3-1 (a.p)             | 23 février 2012 / 3-1 (a.p)             |
| MB Hassi Messaoud     | 1   | 1   | 0  | 0  | 4   | 0   | +4   | 100%   | 0%     | 0%     | 14 mars 2002 / 4-0                      | 14 mars 2002 / 4-0                      |
| MB Tablat             | 1   | 1   | 0  | 0  | 4   | 1   | +3   | 100%   | 0%     | 0%     | 13 janvier 1989 / 4-1                   | 13 janvier 1989 / 4-1                   |
| MB Rouissat           | 1   | 1   | 0  | 0  | 2   | 1   | +2   | 100%   | 0%     | 0%     | 16 décembre 2016 / 1-2                  | 16 décembre 2016 / 1-2                  |
| MB Tlidjen            | 2   | 1   | 0  | 1  | 4   | 2   | +2   | 50%    | 0%     | 50%    | 29 avril 1999 / 4-1                     | 6 mai 1999 / 1-0                        |
| MC Alger              | 7   | 0   | 5  | 2  | 8   | 10  | -2   | 0%     | 71,42% | 28.58% | 21 mars 1971 / 2-2 (a.p); 6-3 (n.c)     | 1er avril 2017 / 0-0; 3-1 (t.a.b)       |
| MC Cap-Matifou        | 1   | 1   | 0  | 0  | 3   | 0   | +3   | 100%   | 0%     | 0%     | 12 septembre 1965 / 3-0                 | 12 septembre 1965 / 3-0                 |
| MC El Eulma           | 4   | 2   | 2  | 0  | 6   | 4   | +2   | 50%    | 50%    | 0%     | 1er mai 1992 / 1-0                      | 27 décembre 2014 / 2-2; 1-4 (t.a.b)     |
| MC Mekhadma           | 1   | 1   | 0  | 0  | 5   | 2   | +3   | 100%   | 0%     | 0%     | 29 décembre 2005 / 2-5                  | 29 décembre 2005 / 2-5                  |
| MC Oran (*)           | 10  | 4   | 4  | 2  | 13  | 9   | +4   | 40%    | 40%    | 20%    | 18 mars 1973 / 3-3 (a.p); ?-? (n.c)     | 18 février 2014 / 1-0                   |
| MC Saida              | 2   | 2   | 0  | 0  | 3   | 0   | +3   | 100%   | 0%     | 0%     | 18 avril 1980 / 0-2                     | 25 janvier 2014 / 0-1                   |
| MO Constantine (*)    | 3   | 2   | 1  | 0  | 3   | 2   | +1   | 67%    | 33%    | 0%     | 10 février 1974 / 1-1; (v.p.a)          | 18 avril 1996 / 1-2                     |
| MSP Batna             | 2   | 2   | 0  | 0  | 4   | 2   | +2   | 100%   | 0%     | 0%     | 22 février 1970 / 2-3                   | 30 décembre 2011 / 1-0                  |
| Nadit Alger           | 1   | 1   | 0  | 0  | 2   | 1   | +1   | 100%   | 0%     | 0%     | 24 décembre 1976 / 2-1                  | 24 décembre 1976 / 2-1                  |
| Nadit Oran            | 2   | 2   | 0  | 0  | 8   | 0   | +8   | 100%   | 0%     | 0%     | 3 février 1984 / 4-0                    | 6 mai 1994 / 4-0                        |
| NA Hussein Dey        | 8   | 4   | 2  | 2  | 10  | 6   | +4   | 50%    | 25%    | 25%    | 16 janvier 1972 / 1-0                   | 1er juin 2006 1-1; 2-4 (t.a.b)          |
| Nasr Es Senia         | 1   | 1   | 0  | 0  | 2   | 0   | +2   | 100%   | 0%     | 0%     | 29 janvier 1982 / 2-0                   | 29 janvier 1982 / 2-0                   |
| NB El Fedjoudj        | 1   | 1   | 0  | 0  | 1   | 0   | +1   | 100%   | 0%     | 0%     | 27 décembre 2016 / 1-0                  | 27 décembre 2016 / 1-0                  |
| NC Magra              | 1   | 1   | 0  | 0  | 3   | 0   | +3   | 100%   | 0%     | 0%     | 10 juin 2004 / 3-0                      | 10 juin 2004 / 3-0                      |
| NRB Bethioua          | 1   | 1   | 0  | 0  | 3   | 0   | +3   | 100%   | 0%     | 0%     | 10 février 1987 / 3-0                   | 10 février 1987 / 3-0                   |
| NRB El Kala           | 1   | 1   | 0  | 0  | 4   | 0   | +4   | 100%   | 0%     | 0%     | 6 décembre 2013 / 4-0                   | 6 décembre 2013 / 4-0                   |
| NRB Gouray            | 1   | 1   | 0  | 0  | 3   | 0   | +3   | 100%   | 0%     | 0%     | 25 mars 1999 / 3-0; Forfait             | 25 mars 1999 / 3-0; Forfait             |
| NARB Reghaia          | 2   | 2   | 0  | 0  | 6   | 1   | +5   | 100%   | 0%     | 0%     | 10 février 2006 / 3-0                   | 14 décembre 2012 / 3-1 (a.p)            |
| Paradou AC            | 1   | 1   | 0  | 0  | 2   | 1   | +1   | 100%   | 0%     | 0%     | 28 février 2003 / 1-2                   | 28 février 2003 / 1-2                   |
| Rama MA               | 1   | 1   | 0  | 0  | 2   | 1   | +1   | 100%   | 0%     | 0%     | 21 octobre 1967 / 2-1 (a.p)             | 21 octobre 1967 / 2-1 (a.p)             |
| RC Arba               | 1   | 1   | 0  | 0  | 2   | 1   | +1   | 100%   | 0%     | 0%     | 7 mars 1994 / 2-1                       | 7 mars 1994 / 2-1                       |
| RC Kouba              | 1   | 1   | 0  | 0  | 2   | 1   | +1   | 100%   | 0%     | 0%     | 1er mars 1991 / 2-1                     | 1er mars 1991 / 2-1                     |
| RC Relizane           | 1   | 0   | 0  | 1  | 0   | 1   | -1   | 0%     | 0%     | 100%   | 19 décembre 2015 / 1-0                  | 19 décembre 2015 / 1-0                  |
| RIJ Alger             | 1   | 1   | 0  | 0  | 4   | 0   | +4   | 100%   | 0%     | 0%     | 18 janvier 1985 / 4-0                   | 18 janvier 1985 / 4-0                   |
| SC Affreville         | 1   | 1   | 0  | 0  | 2   | 0   | +2   | 100%   | 0%     | 0%     | 14 novembre 1965 / 2-0                  | 14 novembre 1965 / 2-0                  |
| SCM Blida             | 1   | 1   | 0  | 0  | 1   | 0   | +1   | 100%   | 0%     | 0%     | 5 janvier 1969 / 1-0                    | 5 janvier 1969 / 1-0                    |
| SC Miliana            | 1   | 1   | 0  | 0  | 5   | 1   | +4   | 100%   | 0%     | 0%     | 6 décembre 1970 / 5-1                   | 6 décembre 1970 / 5-1                   |
| Stade Guyotville      | 1   | 0   | 1  | 0  | 3   | 3   | 0    | 0%     | 100%   | 0%     | 16 décembre 1962 / 3-3 (a.p); (1er but) | 16 décembre 1962 / 3-3 (a.p); (1er but) |
| SNIC Oran             | 1   | 1   | 0  | 0  | 7   | 1   | +6   | 100%   | 0%     | 0%     | 11 février 1977 / 7-1                   | 11 février 1977 / 7-1                   |
| SNS Oran              | 1   | 1   | 0  | 0  | 2   | 0   | +2   | 100%   | 0%     | 0%     | 26 février 1988 / 2-0                   | 26 février 1988 / 2-0                   |
| US Mirabeau           | 1   | 1   | 0  | 0  | 8   | 1   | +7   | 100%   | 0%     | 0%     | 7 février 1971 / 8-1                    | 7 février 1971 / 8-1                    |
| USM Alger             | 9   | 0   | 5  | 4  | 4   | 12  | -8   | 0%     | 56%    | 44%    | 24 mai 1970 / 2-2                       | 21 décembre 2013 / 0-0; 2-3 (t.a.b)     |
| USM Annaba            | 3   | 2   | 0  | 1  | 4   | 2   | +2   | 67%    | 0%     | 33%    | 30 avril 1987 / 2-1                     | 9 avril 2010 / 0-1                      |
| USM Bel Abbès         | 2   | 1   | 0  | 1  | 1   | 2   | -1   | 50%    | 0%     | 50%    | 25 mai 1974 / 1-0                       | 3 mai 1991 / 2-0                        |
| USM Blida             | 2   | 1   | 1  | 0  | 3   | 2   | +1   | 50%    | 50%    | 0%     | 11 janvier 1970 / 2-1                   | 3 juin 1994 / 1-1; 3-2 (t.a.b)          |
| USM El Harrach        | 2   | 2   | 0  | 0  | 3   | 1   | +2   | 100%   | 0%     | 0%     | 13 avril 1979 / 2-1 (a.p)               | 1er mai 2011 / 1-0                      |
| USM Justice           | 1   | 1   | 0  | 0  | 2   | 0   | +2   | 100%   | 0%     | 0%     | 23 janvier 1976 / 5-0                   | 23 janvier 1976 / 5-0                   |
| USM Khenchela         | 1   | 0   | 0  | 1  | 3   | 4   | -1   | 0%     | 0%     | 100%   | 21 octobre 1967 / 4-3 (a.p)             | 21 octobre 1967 / 4-3 (a.p)             |
| USMM Hadjout          | 1   | 1   | 0  | 0  | 2   | 1   | +1   | 100%   | 0%     | 0%     | 25 décembre 2009 / 1-2                  | 25 décembre 2009 / 1-2                  |
| USM Sétif             | 2   | 2   | 0  | 0  | 4   | 1   | +3   | 100%   | 0%     | 0%     | 15 mai 2000 / 1-2                       | 29 janvier 2007 / 2-0                   |
| US Oued Smar          | 1   | 1   | 0  | 0  | 6   | 1   | +5   | 100%   | 0%     | 0%     | 18 novembre 1967 / 6-1                  | 18 novembre 1967 / 6-1                  |
| WA Boufarik           | 3   | 2   | 0  | 1  | 5   | 4   | +1   | 67%    | 0%     | 33%    | 13 décembre 1965 / 0-2                  | 28 mars 1986 / 4-2                      |
| WAB Tissemsilt        | 1   | 1   | 0  | 0  | 5   | 0   | +5   | 100%   | 0%     | 0%     | 25 novembre 2016 / 0-5                  | 25 novembre 2016 / 0-5                  |
| WA Tlemcen            | 7   | 2   | 1  | 4  | 7   | 7   | 0    | 29%    | 14%    | 57%    | 9 juin 1974 / 1-0                       | 10 juin 2002 / 1-0                      |
| TOTAL                 | 190 | 126 | 30 | 34 | 365 | 154 | +211 | 66,32% | 15,79% | 17,89% | 4 novembre 1963 / 1-0 (a.p)             | 1er avril 2017 / 0-0; 3-1 (t.a.b)       |

### Statistiques et records
La JSK étant une équipe du championnat d'Algérie de football de première division, participe donc à la coupe d'Algérie. Cette compétition est ouverte à tous les clubs qu'ils soient professionnels ou amateurs. C'est une compétition majeur en Algérie et prestigieuse au Maghreb et en Afrique.
.
La première édition de la Coupe d'Algérie eût lieu lors de la saison 1962-1963 et vit l'ES Sétif l'emporter face à l'ES Mostaganem aux penaltys, trois buts à zéro, après un score de parité un but partout, au stade El Anasser d'Alger (également appelé stade du 20 août 1955).
Le Docteur Maouche Mohand Amokrane, joueur emblématique du Gallia Sports d'Alger, originaire de la commune de Chemini en petite Kabylie, et qui fut le premier président de la fédération Algérienne de football, donna son nom au trophée. Cet hommage lui a été fait après qu'il décéda lors d'un accident d'avion, alors qu'il se rendait en Libye pour une réunion de travail avec la Confédération Africaine de Football, dont il était le vice-président.
Autre fait important, bien qu'elle existe depuis l'année 1962, il faut savoir qu'il manque les éditions 1989-1990 et 1992-1993, donnant le chiffre exact de quarante-six éditions à ce jour uniquement pour cette compétition.
La JSK remporte donc en cinquante-deux éditions, cinq fois la Coupe d'Algérie de football dont deux fois lors d'un doublée "Coupe d'Algérie-Championnat d'Algérie". Elle remporte les éditions : 1976-1977, 1985-1986, 1991-1992, 1993-1994 et 2010-2011. Bien qu'elle remporte cinq éditions, la JSK s'inclinera également à cinq reprises en finale. Sa dernière finale disputée date de la saison 2013-2014, perdue face au MC Alger aux tirs au but, cinq buts à quatre après un match nul et vierge de zéro partout. 
Sa victoire en 1994, lui permit de participer en Coupe d'Afrique des vainqueurs de coupe pour la deuxième et dernière fois de son histoire, et de remporter cette compétition africaine, en 1995.
Voici les finales que disputa la JSK jusqu'à présent :
Résultat des finales de la JS Kabylie:
| Saison    | Date             | Vainqueur      | Finaliste      | Score     | Lieu                           |
| --------- | ---------------- | -------------- | -------------- | --------- | ------------------------------ |
| 1976-1977 | 17 juin 1977     | JS Kabylie     | NA Hussein Dey | 2-1       | Stade 5-Juillet-1962 - Alger   |
| 1978-1979 | 19 juin 1979     | NA Hussein Dey | JS Kabylie     | 2-1       | Stade 5-Juillet-1962 - Alger   |
| 1985-1986 | 3 mai 1986       | JS Kabylie     | WKF Collo      | 1-0       | Stade 5-Juillet-1962 - Alger   |
| 1990-1991 | 2 mai 1991       | USM Bel-Abbès  | JS Kabylie     | 2-0       | Stade 5-Juillet-1962 - Alger   |
| 1991-1992 | 25 juin 1992     | JS Kabylie     | ASO Chlef      | 1-0       | Stade Ahmed-Zabana - Oran      |
| 1993-1994 | 23 juin 1994     | JS Kabylie     | AS Aïn M'lila  | 1-0       | Stade 5-Juillet-1962 - Alger   |
| 1998-1999 | 1er juillet 1999 | USM Alger      | JS Kabylie     | 2-0       | Stade 5-Juillet-1962 - Alger   |
| 2003-2004 | 25 juin 2004     | USM Alger      | JS Kabylie     | 0-0 (5-4) | Stade 5-Juillet-1962 - Alger   |
| 2010-2011 | 1er mai 2011     | JS Kabylie     | USM El Harrach | 1-0       | Stade 5-Juillet-1962 - Alger   |
| 2013-2014 | 1er mai 2014     | MC Alger       | JS Kabylie     | 1-1 (5-4) | Stade Mustapha-Tchaker - Blida |
| 2017-2018 | 1er mai 2018     | JS Kabylie     | USM Bel-Abbès  | 1-2       | Stade 5-Juillet-1962 - Alger   |

- Victoires de la JSK en finale de la Coupe d'Algérie de football
- Défaites de la JSK en finale de la Coupe d'Algérie de football
- ( ) : Finales de la JSK qui se sont soldés par une séance de t.a.b

Avec dix finales et un ratio équilibré de cinq coupes remportées pour quatre finales perdues, voici la place de la JSK au palmarès de cette compétition :
Tableau d'honneur et classement de la JSK dans cette compétition :
|    | Club          | Vainqueur | Finaliste | Finales |
| -- | ------------- | --------- | --------- | ------- |
| 01 | USM Alger     | 8         | 9         | 17      |
| 02 | MC Alger      | 8         | 1         | 9       |
| 03 | ES Sétif      | 8         | 1         | 9       |
| 04 | CR Belouizdad | 8         | 3         | 11      |
| 05 | JS Kabylie    | 5         | 6         | 11      |

Le palmarès complet n'est pas cité mais on voit bien qu'elle prend la cinquième place, de ce classement. Pour être complet avec cette compétition il faut savoir que l'équipe algéroise de l'USM Alger tient le premier rang avec dix-sept finales de Coupe d'Algérie pour un ratio exceptionnel de huit victoires pour neuf défaites en finale.
Bilan Final et récapitulatif
|                 | Saisons | Titres | J   | G   | N  | P  | Bp  | Bc  | Diff |
| --------------- | ------- | ------ | --- | --- | -- | -- | --- | --- | ---- |
| Coupe d'Algérie | 56      | 5      | 198 | 130 | 31 | 37 | 372 | 160 | +212 |

|            | V | F | 1/2 | 1/4 | 1/8 | 1/16 | 1/32 | 6e | 5e | 4e | Total |
| ---------- | - | - | --- | --- | --- | ---- | ---- | -- | -- | -- | ----- |
| JS Kabylie | 5 | 6 | 8   | 7   | 8   | 7    | 12   | 0  | 1  | 2  | 56    |

## Tableaux récapitulatifs

### Années 1960
| Part. | Saisons   | 2e Tour               | 3e Tour                 | 4e Tour                                  | 5e Tour                | 6e Tour               | 1/32e de finale       | 1/16e de finale  | 1/8e de finale   | 1/4 de finale                         |
| ----- | --------- | --------------------- | ----------------------- | ---------------------------------------- | ---------------------- | --------------------- | --------------------- | ---------------- | ---------------- | ------------------------------------- |
| 1re   | 1962-1963 | ES Ben Aknoun : (2-0) | JS Bordj Menaïel: (4-1) | Stade Guyotville: (3-3) (a.p), (1er but) |                        |                       |                       |                  |                  |                                       |
| 2e    | 1963-1964 | Exempte               | Exempte                 | ESM Alger: (0-1)                         |                        |                       |                       |                  |                  |                                       |
| 3e    | 1964-1965 | Exempte               | Exempte                 | AST Alger : (3-0)                        | CR Belcourt: (4-1)     |                       |                       |                  |                  |                                       |
| 4e    | 1965-1966 | Exempte               | Exempte                 | Exempte                                  | MC Cap-Matifou : (3-0) | SC Affreville : (2-0) | WA Boufarik: (0-1)    |                  |                  |                                       |
| 5e    | 1966-1967 | Exempte               | Exempte                 | Exempte                                  | CC Alger : (3-1) (a.p) | Pas de 6e tour        | El Asnam SO: (0-1)    |                  |                  |                                       |
| 6e    | 1967-1968 | Exempte               | Rama MA : (2-1)         | ES Maison-Carrée : (2-1)                 | US Oued Smar : (6-1)   | El Asnam SO: (3-1)    | CR Belcourt: (3-0)    |                  |                  |                                       |
| 7e    | 1968-1969 | Exempte               | Exempte                 | Exempte                                  | SCM Blida : (6-1)      | Pas de 6e tour        | Pas de 1/32e de final | ES Guelma: (3-0) |                  |                                       |
| 8e    | 1969-1970 | Exempte               | Exempte                 | ASPTT Alger : (6-1)                      | El Asnam SO: (3-1)     | Pas de 6e tour        | Pas de 1/32e de final | USM Blida: (2-1) | MSP Batna: (2-3) | USM Alger: (2-2) A USM Alger: (3-1) R |

### Années 1970
| Part. | Saisons   | 5e tour          | 1/32e de finale        | 1/16e de finale               | 1/8e de finale              | 1/4 de finale              | 1/2 finale                              | Finale                |
| ----- | --------- | ---------------- | ---------------------- | ----------------------------- | --------------------------- | -------------------------- | --------------------------------------- | --------------------- |
| 9e    | 1970-1971 | SC Miliana (5-1) | CR El Harrach (3-0)    | US Mirabeau (8-1)             | MC Alger (2-2) [6-3] (n.c.) |                            |                                         |                       |
| 10e   | 1971-1972 | Exempte          | NAA Hussein Dey (1-0)  |                               |                             |                            |                                         |                       |
| 11e   | 1972-1973 | Exempte          | WA Boufarik (1-0) a.p  | IS Tighennif (3-1)            | MC Oran (3-3) [6-2] (n.c.)  | MC Alger (2-1)             |                                         |                       |
| 12e   | 1973-1974 | Exempte          | JS Bordj Menaiel (3-0) | MO Constantine (1-1) (v.p.a.) | JSM Tiaret (2-0)            | USM Bel-Abbès (1-0)        | WA Tlemcen (1-0) A WA Tlemcen (0-0) R   |                       |
| 13e   | 1974-1975 | Exempte          | Hydra AC (2-0)         | AS Khroub (2-0)               | ASM Oran (2-1)              |                            |                                         |                       |
| 14e   | 1975-1976 | Exempte          | USM Justice (5-0)      | USM Khenchela (4-3) (a.p)     |                             |                            |                                         |                       |
| 15e   | 1976-1977 | Exempte          | Nadit Alger (2-1)      | ES Guelma (2-1)               | SNIC Oran (7-1)             | El Asnam SO (3-0)          | CR Belcourt (2-1) A CR Belcourt (1-1) R | NAA Hussein Dey (2-1) |
| 16e   | 1977-1978 | Exempte          | Exempte                | MP Oran (2-1)                 |                             |                            |                                         |                       |
| 17e   | 1978-1979 | Exempte          | Exempte                | AM M'lila (7-0)               | ASTO Chlef (2-1)            | USM El Harrach (2-1) (a.p) | DNC Alger (2-1)                         | MA Hussein Dey (2-1)  |
| 18e   | 1979-1980 | Exempte          | Exempte                | IRB Madania (2-1)             | MB Saïda (0-2)              | ASC Oran (2-0)             | USK Alger (0-0) (6-5) (t.a.b)           |                       |
| Part. | Saisons   | 5e tour          | 1/32e de finale        | 1/16e de finale               | 1/8e de finale              | 1/4 de finale              | 1/2 finale                              | Finale                |

### Années 1980
| 19e   | 1980-1981 | Exempte              | IRB Madania (0-0) (5-4) (t.a.b) |                        |                             |               |                       |              |              |              |
| 20e   | 1981-1982 | Exempte              | Nasr Es Senia (2-0)             | GCR Mascara (1-0)      |                             |               |                       |              |              |              |
| 21e   | 1982-1983 | Exempte              | JSM Tébessa (1-0)               | MP Alger (3-2)         |                             |               |                       |              |              |              |
| 22e   | 1983-1984 | Exempte              | Nadit Oran (4-0)                | IRB Sétif (2-1)        | WN Tlemcen (5-0)            | MP Oran (1-0) |                       |              |              |              |
| 23e   | 1984-1985 | RIJ Alger (4-0)      | IRB Sétif (2-1)                 |                        |                             |               |                       |              |              |              |
| 24e   | 1985-1986 | IRB Madania (6-1)    | JRB Dellys (3-0)                | JS Bordj Menaiel (1-0) | WO Boufarik (4-2)           | MP Oran (2-0) | WKF Collo (1-0) (a.p) |              |              |              |
| 25e   | 1986-1987 | Exempte              | NRB Bethioua (3-0)              | USM Annaba (2-1)       |                             |               |                       |              |              |              |
| 26e   | 1987-1988 | MA Hussein Dey (1-0) | SNS Oran (2-0)                  | ESM Guelma (1-0)       | MP Oran (1-1) (4-2) (t.a.b) |               |                       |              |              |              |
| 27e   | 1988-1989 | MB Tablat (4-1)      | MC Alger (2-2) (3-1) (t.a.b)    | E Collo (2-0)          | MP Oran (0-3) Forfait       |               |                       |              |              |              |
| -     | 1989-1990 | Non disputée         | Non disputée                    | Non disputée           | Non disputée                | Non disputée  | Non disputée          | Non disputée | Non disputée | Non disputée |
| Part. | Saisons   | 1/32e de finale      | 1/16e de finale                 | 1/8e de finale         | 1/4 de finale               | 1/2 finale    | Finale                |              |              |              |

### Années 1990
| 28e   | 1990-1991 | Hydra AC (1-0)                             | JS Bordj Menaiel (2-2) (4-3) (t.a.b) | RC Kouba (2-1)     | CS Constantine (3-2) (a.p)                  | ES Sétif (1-0)                                | USM Bel Abbès (2-0) |              |              |              |
| 29e   | 1991-1992 | Exempte                                    | MO Constantine (1-1) (8-7) (t.a.b)   | MC El Eulma (1-0)  | MC Oran (1-0)                               | NA Hussein Dey (1-1) (4-2) (t.a.b)            | ASO Chlef (1-0)     |              |              |              |
| -     | 1992-1993 | Non disputée                               | Non disputée                         | Non disputée       | Non disputée                                | Non disputée                                  | Non disputée        | Non disputée | Non disputée | Non disputée |
| 30e   | 1993-1994 | ASC Bordj Bou Arreridj (1-1) (4-2) (t.a.b) | ES Sétif (2-1) (a.p)                 | RC Arbaa (2-1)     | Nadit Oran (4-0)                            | USM Blida (1-1) (3-2) (t.a.b)                 | AS Ain M'lila (1-0) |              |              |              |
| 31e   | 1994-1995 | WA Tlemcen (1-0)                           |                                      |                    |                                             |                                               |                     |              |              |              |
| 32e   | 1995-1996 | CRB Djelfa (0-4)                           | MO Constantine (1-2)                 | ASPC Tlemcen (1-0) |                                             |                                               |                     |              |              |              |
| 33e   | 1996-1997 | ES Sétif (1-1) (1-4) (t.a.b)               | IRB Khemis El Khechna (0-3)          | CA Batna (1-0)     |                                             |                                               |                     |              |              |              |
| 34e   | 1997-1998 | CRB Naama (2-3)                            | CRB Mecheria (2-1)                   |                    |                                             |                                               |                     |              |              |              |
| 35e   | 1998-1999 | CA Kouba (0-2)                             | NRB Gouray (3-0) Forfait             | CB Mila (2-0)      | MB Tlidjen (4-1) A MB Tlidjen (1-0) R       | NA Hussein Dey (3-0) A NA Hussein Dey (0-1) R | USM Alger (2-0)     |              |              |              |
| 36e   | 1999-2000 | MC Khemis El Khechna (0-3)                 | ASM Oran (1-2)                       | USM Sétif (1-2)    | ESM Boudouaou (0-0) A ESM Boudouaou (2-0) R | WA Tlemcen (2-0) A WA Tlemcen (4-0) R         |                     |              |              |              |
| Part. | Saisons   | 1/32e de finale                            | 1/16e de finale                      | 1/8e de finale     | 1/4 de finale                               | 1/2 finale                                    | Finale              |              |              |              |

### Années 2000
| Part. | Saisons   | 1/32e de finale                 | 1/16e de finale          | 1/8e de finale        | 1/4 de finale                      | 1/2 finale                    | Finale                        |
| ----- | --------- | ------------------------------- | ------------------------ | --------------------- | ---------------------------------- | ----------------------------- | ----------------------------- |
| 37e   | 2000-2001 | CR Belouizdad (3-1)             |                          |                       |                                    |                               |                               |
| 38e   | 2001-2002 | MB Hassi Messaoud (4-0)         | JSM Bejaia (0-3) Forfait | CR Belouizdad (2-3)   | CB Mila (1-0)                      | WA Tlemcen (1-0)              |                               |
| 39e   | 2002-2003 | Paradou AC (1-2)                | ES Guelma (0-3)          | ES Bouakal (2-0)      | CR Belouizdad (2-1)                |                               |                               |
| 40e   | 2003-2004 | Imen Tindouf (1-2)              | JSM Bejaia (0-1) (a.p)   | ASO Chlef (2-0)       | USM Annaba (0-2)                   | NC Magra (3-0)                | USM Alger (0-0) (4-5) (t.a.b) |
| 41e   | 2004-2005 | CR Belouizdad (0-1)             |                          |                       |                                    |                               |                               |
| 42e   | 2005-2006 | MC Mekhadma (2-5)               | NARB Réghaïa (3-0)       | ES Guelma (0-1)       | NA Hussein Dey (1-1) (2-4) (t.a.b) | USM Alger (0-0) (4-2) (t.a.b) |                               |
| 43e   | 2006-2007 | USM Sétif (2-0)                 | Hamra Annaba (0-1)       | AS Khroub (2-4) (a.p) | MC Oran (2-2) (5-6) (t.a.b)        | USM Alger (1-4)               |                               |
| 44e   | 2007-2008 | MC El Eulma (1-1) (4-3) (t.a.b) |                          |                       |                                    |                               |                               |
| 45e   | 2008-2009 | ASO Chlef (0-0) (1-4) (t.a.b)   |                          |                       |                                    |                               |                               |
| 46e   | 2009-2010 | USMM Hadjout (1-2)              | ASPC Alger (4-0)         | CR Belouizdad (0-1)   | USM Annaba (0-1)                   | CA Batna (0-0) (7-6) (t.a.b)  |                               |
| Part. | Saisons   | 1/32e de finale                 | 1/16e de finale          | 1/8e de finale        | 1/4 de finale                      | 1/2 finale                    | Finale                        |

### Années 2010
| Part. | Saisons   | 1/32e de finale           | 1/16e de finale                 | 1/8e de finale         | 1/4 de finale                | 1/2 finale                   | Finale                       |
| ----- | --------- | ------------------------- | ------------------------------- | ---------------------- | ---------------------------- | ---------------------------- | ---------------------------- |
| 47e   | 2010-2011 | IRB Sedrata (2-0)         | ES Mostaganem (0-1)             | MC El Eulma (2-1)      | CR Belouizdad (4-2)          | MC Oran (2-1)                | USM El Harrach (0-1)         |
| 48e   | 2011-2012 | MSP Batna (1-0)           | MB Hassasna (3-1) (a.p)         | USM Alger (1-0) (a.p)  |                              |                              |                              |
| 49e   | 2012-2013 | NARB Réghaïa (3-1) (a.p)  | MC Alger (0-0) (7-6) (t.a.b)    |                        |                              |                              |                              |
| 50e   | 2013-2014 | NRB El Kala (4-0)         | USM Alger (0-0) (2-3) (t.a.b)   | MC Saïda (0-1)         | MC Oran (1-0)                | CRB Aïn Fakroun (2-1) (a.p)  | MC Alger (1-1) (4-5) (t.a.b) |
| 51e   | 2014-2015 | CRB Dar El Beida (3-1)    | MC El Eulma (2-2) (1-4) (t.a.b) | CS Constantine (1-0)   | ES Sétif (2-1)               |                              |                              |
| 52e   | 2015-2016 | RC Relizane (2-1)         |                                 |                        |                              |                              |                              |
| 53e   | 2016-2017 | WAB Tissemsilt (0-5)      | MB Rouissat (1-2)               | NB El Fedjoudj (1-0)   | MC Alger (0-0) (3-1) (t.a.b) |                              |                              |
| 54e   | 2017-2018 | ES Ben Aknoun (1-0)       | RCB Oued R'hiou (2-0)           | CRB Dar El Beïda (0-1) | USM Blida (2-1)              | MC Alger (0-0) (6-5) (t.a.b) | USM Bel Abbès (1-2)          |
| 55e   | 2018-2019 | ARB Ghriss (0 - 2)        | -                               |                        |                              |                              |                              |
| 56e   | 2019-2020 | AS Ain M'lila (0-1) (a.p) | -                               |                        |                              |                              |                              |
| Part. | Saisons   | 1/32e de finale           | 1/16e de finale                 | 1/8e de finale         | 1/4 de finale                | 1/2 finale                   | Finale                       |

### Années 2020
| -     | 2020-2021 | Non disputée    | Non disputée    | Non disputée   | Non disputée  | Non disputée | Non disputée | Non disputée | Non disputée | Non disputée |
| 57e   | 2021-2022 |                 |                 |                |               |              |              |              |              |              |
| Part. | Saisons   | 1/32e de finale | 1/16e de finale | 1/8e de finale | 1/4 de finale | 1/2 finale   | Finale       |              |              |              |

## Sources
- (en) José Batalha, Ahmed Laïdi et Mikael Jönsson, « Algeria - List of Cup Finals », sur rsssf.com, 12 août 2009 (consulté le 5 janvier 2014)

- (fr) Lebuteur, « La JSK dans l'histoire de la Coupe d'Algérie », sur www.lebuteur.com, 1er mai 2011 (consulté le 5 janvier 2014)

## Meilleurs Buteurs
Buteurs depuis la saison 1980-1981 sauf 5 matchs : Nar Es Sénia (2-0) en 1982, JSM Tébessa (1-0) en 1983, Nadit Oran (4-0) en 1984, IRB Sétif (2-1 ap) en 1984, SNS Oran (2-0) en 1988.
- 13 buts: Nacer Bouiche
- 10 buts: Hadj Adlane
- 8 buts: Mourad Aït Tahar et Djamel Menad
- 6 buts: Hamid Berguiga, Nabil Hemani et Fares Hamiti
- 5 buts: Farid Ghazi, Brahim Zafour, Wilfried Endzanga, Hamza Yacef, Mohamed Boulaouidet, Ali Belahcène
- 4 buts: Abdelaziz Benhamlat, Moussa Saïb, Noureddine Drioueche, Farouk Belkaïd, Saâd Tedjar, Lyes Bahbouh
- 3 buts: Abderrazak Djahnit, Yacine Amaouche, Boutaleb, Hakim Boubrit, Izu Azuka, Salim Hanifi, Saâdi Radouani
- 2 buts: Meftah, Benkaci, Moussouni, Boukelal, Gasmi, Abaci El Arbi, Oussalah, Aoudia Messaâdia, Ferguene, Ebossé, Rial, Yadroudj, Benaldjia, Benyoucef, Rahmouni, Hamrani, Haffaf, Dries
- 1 but: Ait  Mouloud, Ibouene, Ben idir, Medane, Oukacha, Meghraoui, Bendahmane, Medjoudj, Dob F, Dob M, Deham, Kechout, Sessay, Belkheir, Raho, Boudjakdji, Marek, Meftah R, Harkat, Saibi, Dabo, Abdeslam, Belabes, Berchiche, Yahia Chérif, Younes, Khelili, Yesli, Madi, Si Ammar, Khodja, Aiboud, Ihadjadène, Ziti, Herbache, Yettou, Djerrar, Athmani, Addane, Ayache, Djebbar, Abdessalem, Fergani, Rachid Baris